# گالاگدارا (۷°۳۶′شمالی ۸۰°۱۸′شرقی)
گالاگدارا (به لاتین: Galagedara) یک منطقهٔ مسکونی در سری‌لانکا است.